# Sexo solitário
Sexo solitário considera-se geralmente como estímulos sexuais praticados individualmente, dentre os quais pode se destacar a masturbação; exercidos por seres humanos, pode-se incluir o uso de instrumentos sexuais como vibradores, boneca inflável, entre outros, além de práticas como auto-felação.
O termo "sexo solitário" também pode ser considerado por alguns como impróprio. Ele é aplicado a espécies que para reproduzir (por meios naturais) realizam a cópula. Embora atos sexuais possam ser realizados sem objetivar a reprodução, individualmente ou em grupo, há controvérsias sobre o emprego do termo "sexo" como significante direto de ato sexual. O termo "sexo" (do latim: sexus) originalmente refere-se à dualidade biológica e reprodutiva existente entre macho e fêmea, de onde se pode partir em defesa conceitual da necessidade de uma complementaridade.
Entretanto, por exemplo, existe uma Orquídia da China que consegue auto fecundar-se, através de um método de inseminação peculiar. Em palavras simples: esta orquídia pratica sexo sozinha, realizando reprodução sexuada através deste ato, diferentemente de seres vivos de reprodução assexuada, que se clonam, não necessitando de uma atividade sexual.
Alguns afirmam que sexo, no caso dos seres humanos, é uma atividade psíquica e individual, apesar de ser possível que esta ideia seja considerada por outros como um reducionismo na forma de encarar as realidades sexuais antropológicas e sociais.